# Овчар Іван Володимирович
Іван Володимирович Овчар — старший лейтенант Збройних сил України, командир бойового катера МБАК «Кременчук» 9 ДННК ВМС ЗСУ,учасник російсько-української війни, відзначився у ході російського вторгнення в Україну.

## Нагороди
- орден «За мужність» III ступеня (2022) — за особисту мужність і самовіддані дії, виявлені у захисті державного суверенітету та територіальної цілісності України, вірність військовій присязі.